# Touvérac
Touvérac ist eine westfranzösische Gemeinde mit 572 Einwohnern (Stand: 1. Januar 2022) im Département Charente in der Region Nouvelle-Aquitaine (vor 2016 Poitou-Charentes). Sie gehört zum Arrondissement Cognac und zum Kanton Charente-Sud. Die Einwohner werden Touvéracois genannt.

## Lage
Touvérac liegt etwa 35 Kilometer südwestlich von Angoulême an der Charente, die die Gemeinde im Osten begrenzt. Umgeben wird Touvérac von den Nachbargemeinden Montmérac im Nordwesten und Norden, Le Tâtre im Norden, Condéon im Nordosten, Oriolles im Osten, Boisbreteau im Südosten, Bors (Canton de Charente-Sud) im Süden sowie Baignes-Sainte-Radegonde im Süden und Westen.

## Bevölkerungsentwicklung
| Jahr                       | 1962 | 1968 | 1975 | 1982 | 1990 | 1999 | 2006 | 2019 |
| Einwohner                  | 721  | 722  | 668  | 765  | 643  | 577  | 709  | 561  |
| Quellen: Cassini und INSEE |      |      |      |      |      |      |      |      |

## Sehenswürdigkeiten
- Kirche Saint-Martin aus dem 11. Jahrhundert
- Schloss Saint-Bernard aus dem 19. Jahrhundert
- Burg Baignes aus dem 13. Jahrhundert

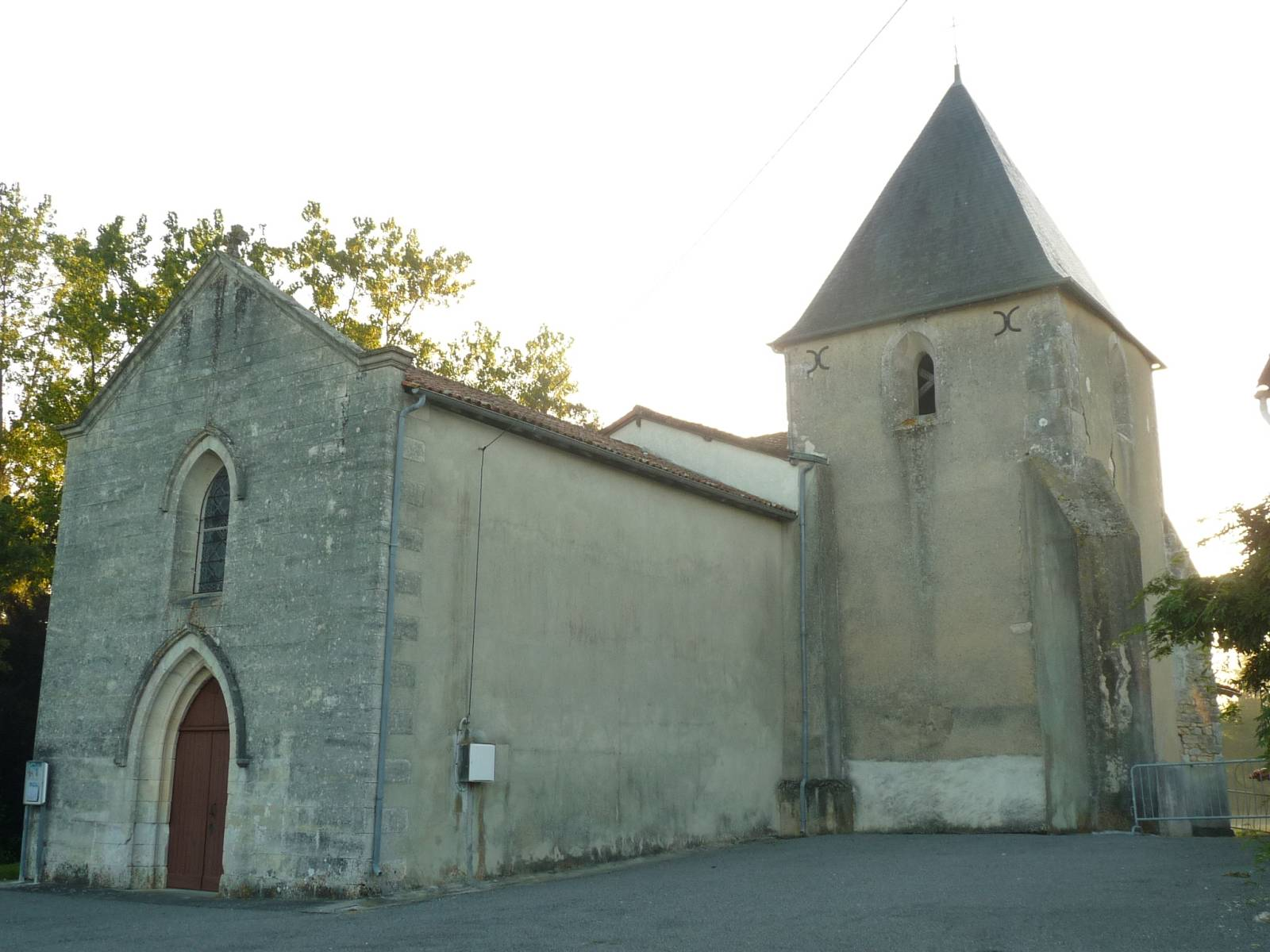
Kirche Saint-Martin
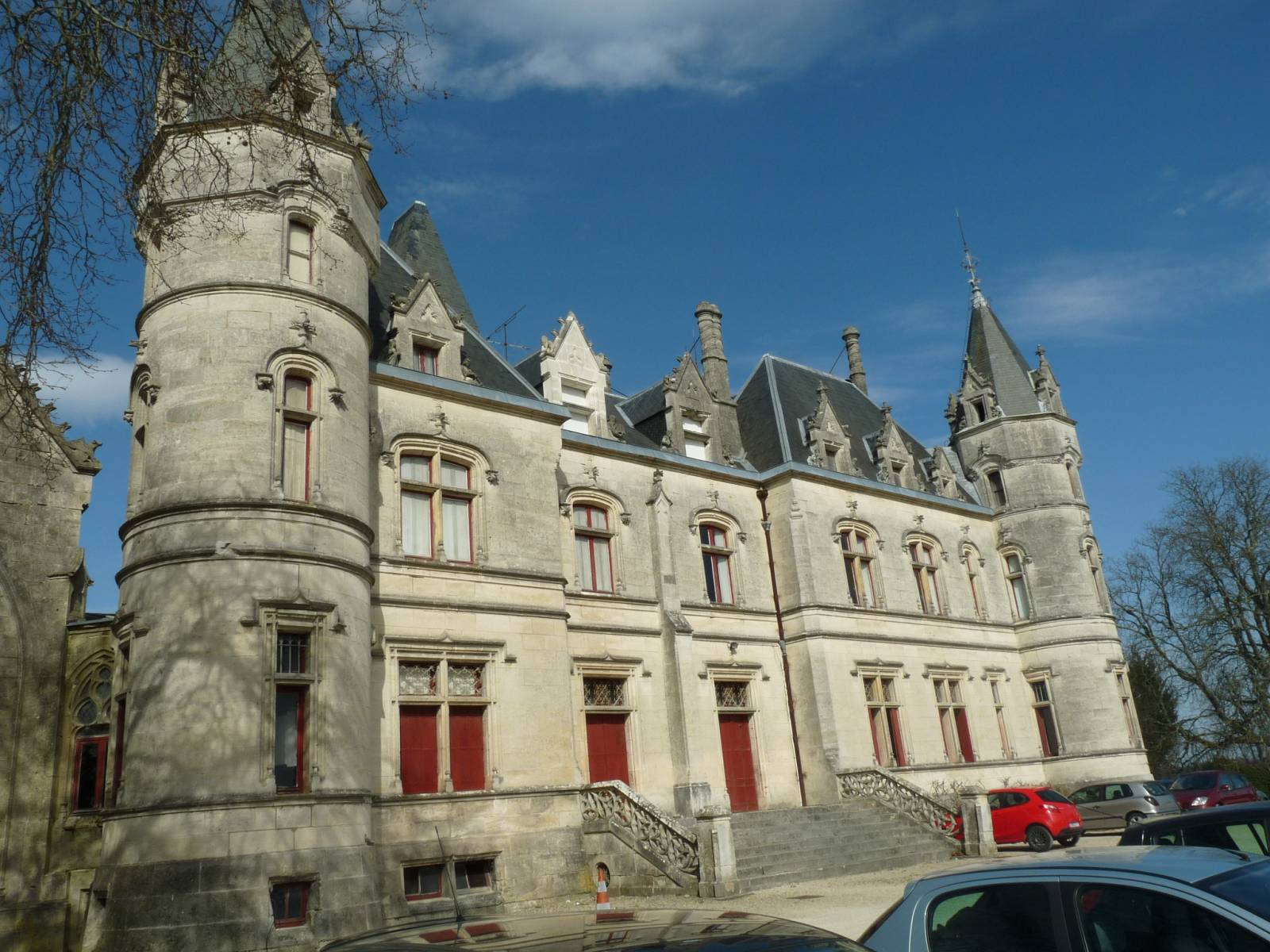
Schloss Saint-Bernard

## Persönlichkeiten
- Adhémar Esmein (1848–1913), Verfassungswissenschaftler und Rechtshistoriker